# Näshornsfåglar
Näshornsfåglar (Bucerotidae) är en artrik familj som förekommer i Afrika och södra Asien, och med ett tiotal arter enbart i Malaysia.

## Utseende
Alla arter har en lång, kraftig, böjd näbb, som är helt förhornad och hos många arter bildar en stor kam eller kask på övernäbben, vilket har givit familjen dess namn. Storleken och formen på den gula eller röda näbben tillsammans med kasken skiftar mellan arterna. Några av arterna, i synnerhet hjälmnäshornsfågel med sin extra stor "kask", har en substans i den solida huvudskålen som strukturellt påminner om elfenben. Det hårda täta materialet är varken elfenben, hornämne eller ben.

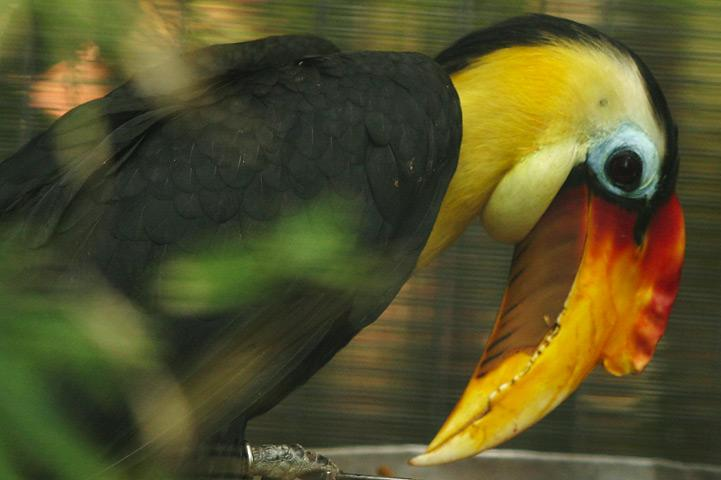
Sundanäshornsfågel (Aceros corrugatus), adult hane
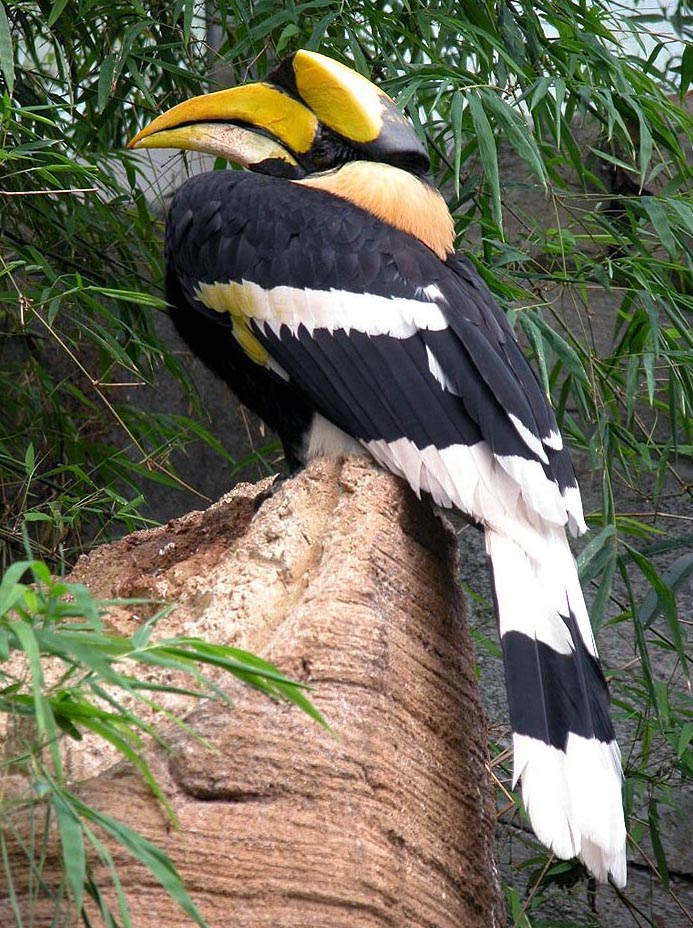
Större näshornsfågel (Buceros bicornis)
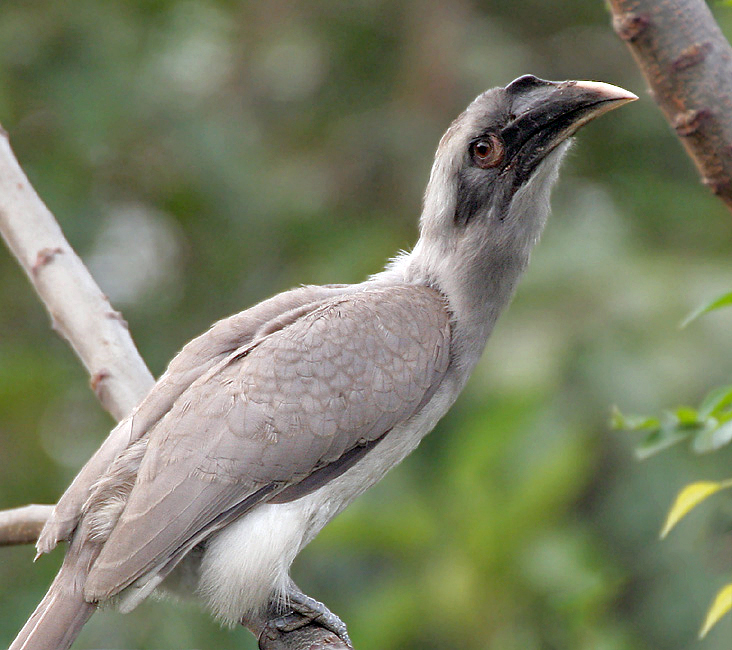
Indisk näshornsfågel (Ocyceros birostris)
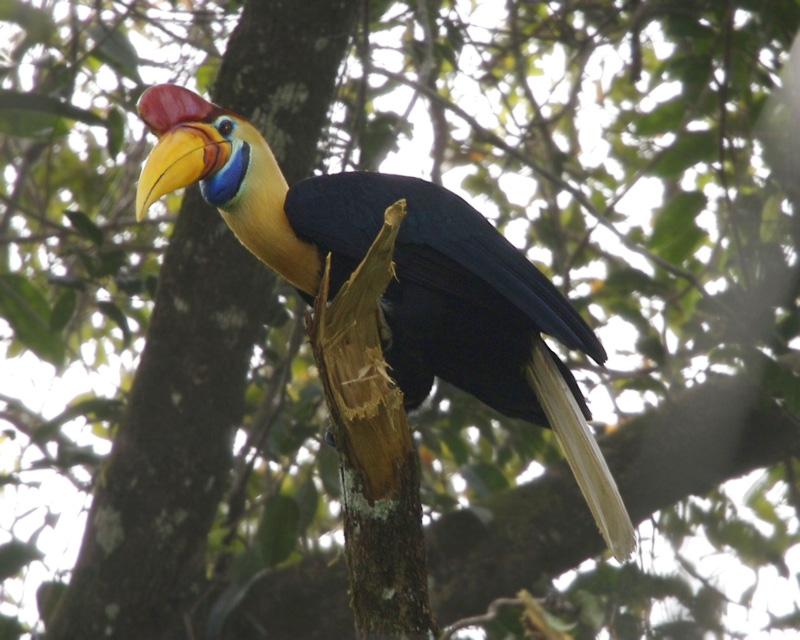
Knölnäshornsfågeln (Aceros cassidix) är en av de färggrannaste av näshornsfåglarna.

## Ekologi
Näshornsfåglarna är i allmänhet monogama hålhäckare. Under ruvningen murar hanen in honan i boet med äggen och hon blir sedan matad av hannen. När äggen kläckts, tar honan sig ut och murar åter igen hålet, varefter paret tillsammans sköter mathållningen tills ungarna är flygga. De stora arterna livnär sig mest på frukt och bär, medan de mindre arterna även tar insekter, små ormar, ödlor och andra smådjur.

## Näshornsfåglarna och människan
Det hårda materialet som förekommer i huvudskålen hos vissa av arterna är tätt och snidbart och har kallats elfenben eller "hornbill" i hundratals år. Det är precis som elfenben mycket värdefullt vilket resulterade i att bland andra hjälmnäshornsfågeln var nära att utrotas under 1900-talet, efter att ha blivit hårt jagad och slaktad för sin snidbara huvudskåls skull. Vid 1900-talets mitt hade den förlorat sin roll i världshandeln. Nedgången i intresset fick arten att återhämta sig, men den är fortfarande utrotningshotad.

## Systematik
Traditionellt placeras näshornsfåglarna i ordningen praktfåglar (Coraciiformes), som exempelvis omfattar kungsfiskare, blåkråkor och biätare. Nyare fylogenetiska studier har visat att den indelningen skapar en parafyletisk grupp, eftersom de hackspettartade fåglarna (Piciformes) är systergrupp till en klad inom praktfåglarna. Praktfåglarnas monofyli bevaras genom att man ställer upp den nya ordningen Bucerotiformes med familjerna näshornsfåglar, hornkorpar, härfåglar och skratthärfåglar. Ett samtida förslag över gruppernas systematik finns i artikeln om praktfåglar.
Även inom familjen har DNA-studier lett till nya insikter om arternas släktskap. Exempelvis står dvärgnäshornsfågel (tidigare svart dvärgtoko) inte alls nära dvärgtoko (rödnäbbad dvärgtoko) i släktet Tockus utan är systerart till den säregna arten långstjärtad näshornsfågel.

### Släkten
Familjen numera vanligen in i 14 släkten i ett 60-tal arter:
- Tockus – tio arter
  - Ruahatoko (Tockus ruahae)
  - Senegaltoko (Tockus kempi)
  - Damaratoko (Tockus damarensis)
  - Sydlig rödnäbbstoko (Tockus rufirostris)
  - Nordlig rödnäbbstoko (Tockus erythrorhynchus)
  - Kunenetoko (Tockus monteiri)
  - Savanntoko (Tockus deckeni)
  - Turkanatoko (Tockus jacksoni)
  - Sydlig gulnäbbstoko (Tockus leucomelas)
  - Östlig gulnäbbstoko (Tockus flavirostris)
- Lophoceros – sju till åtta arter, tidigare placerade i Tockus
  - Ravintoko (Lophoceros bradfieldi)
  - Krontoko (Lophoceros alboterminatus)
  - Kongotoko (Lophoceros fasciatus)
  - Västafrikansk toko (Lophoceros semifasciatus)
  - Klipptoko (Lophoceros hemprichii)
  - Gråtoko (Lophoceros nasutus)
  - Dvärgtoko (Lophoceros camurus)
  - Bleknäbbad toko (Lophoceros pallidirostris)
- Bycanistes – sex till sju arter, tidigare i Ceratogymna
  - Skriknäshornsfågel (Bycanistes fistulator)
    - B. [f.] sharpii

  - Trumpetarnäshornsfågel (Bycanistes bucinator)
  - Brunkindad näshornsfågel (Bycanistes cylindricus)
  - Vitbyxad näshornsfågel (Bycanistes albotibialis)
  - Svartvit näshornsfågel (Bycanistes subcylindricus)
  - Silverkindad näshornsfågel (Bycanistes brevis)
- Ceratogymna – två arter, inkluderade tidigare Bycanistes
  - Svartkaskad näshornsfågel (Ceratogymna atrata)
  - Gulkaskad näshornsfågel (Ceratogymna elata)
- Horizocerus – fyra arter, inklusive Tropicranus, tidigare i Tockus
  - Svart dvärgnäshornsfågel (Horizocerus hartlaubi)
  - Vitfläckig dvärgnäshornsfågel (Horizocerus granti)
  - Vithuvad näshornsfågel (Horizocerus albocristatus)
  - Vitkronad näshornsfågel (Horizocerus cassini)
- Berenicornis – tidigare i Aceros
  - Vittofsad näshornsfågel (Berenicornis comatus)
- Släkte Buceros – tre till fyra mycket stora asiatiska arter
  - Noshörningsnäshornsfågel (Buceros rhinoceros)
  - Större näshornsfågel (Buceros bicornis)
  - Rostnäshornsfågel (Buceros hydrocorax) 
    - Buceros [h.] mindanensis
- Släkte Rhinoplax – tidigare och ofta fortfarande i Buceros
  - Hjälmnäshornsfågel (Rhinoplax vigil)
- Släkte Anthracoceros – fem asiatiska arter
  - Palawannäshornsfågel (Anthracoceros marchei)
  - Orientnäshornsfågel (Anthracoceros albirostris)
  - Rajanäshornsfågel (Anthracoceros coronatus)
  - Sulunäshornsfågel (Anthracoceros montani)
  - Svart näshornsfågel (Anthracoceros malayanus)
- Släkte Ocyceros – tre astiatiska arter
  - Ghatsnäshornsfågel (Ocyceros griseus)
  - Ceylonnäshornsfågel (Ocyceros gingalensis)
  - Indisk näshornsfågel (Ocyceros birostris)
- Släkte Anorrhinus – tre asiatiska arter
  - Tenasserimnäshornsfågel (Anorrhinus tickelli)
  - Brun näshornsfågel (Anorrhinus austeni)
  - Plymnäshornsfågel (Anorrhinus galeritus)
- Släkte Aceros – numera endast en art, inkluderade tidigare Rhyticeros och Rhabdotorrhinus
  - Rosthalsad näshornsfågel (Aceros nipalensis)
- Släkte Rhyticeros – sex arter, tidigare i Aceros
  - Papuanäshornsfågel (Rhyticeros plicatus)
  - Narcondamnäshornsfågel (Rhyticeros narcondami)
  - Skårnäbbad näshornsfågel (Rhyticeros undulatus)
  - Sumbanäshornsfågel (Rhyticeros everetti)
  - Vitstrupig näshornsfågel (Rhyticeros subruficollis)
  - Knölnäshornsfågel (Rhyticeros cassidix)
- Släkte Rhabdotorrhinus – fyra arter, numera endast en art, tidigare i Aceros och Penelopides
  - Panaynäshornsfågel (Rhabdotorrhinus waldeni)
  - Brunkronad näshornsfågel (Rhabdotorrhinus leucocephalus)
  - Sulawesinäshornsfågel (Rhabdotorrhinus exarhatus)
  - Sundanäshornsfågel (Rhabdotorrhinus corrugatus)
- Släkte Penelopides – fem arter begränsade till Filippinerna
  - Luzonnäshornsfågel (Penelopides manillae)
  - Mindoronäshornsfågel (Penelopides mindorensis)
  - Mindanaonäshornsfågel (Penelopides affinis)
  - Samarnäshornsfågel (Penelopides samarensis)
  - Visayanäshornsfågel (Penelopides panini)